# انیمه و مانگا مکا
انیمه و مانگا مکا (به ژاپنی: ロボットアニメ ト漫画 ,robotto anime & manga) به انیمه و مانگا گفته می‌شود که دارای ویژگی‌هایی از قبیل نبرد ربات‌های غول‌پیکر (مکا) است. واژه مکا برگرفته از لغت ژاپنی «meka» که خود آن نیز نسخه‌ای خلاصه شده از واژه انگلیسی «مکانیکی» به حساب می‌آید. به‌طور مرسوم، مکا برای توصیف تمام اجسام مکانیکی در کشور ژاپن، از قبیل اتومبیل، توستر، رادیو و کامپیوتر و صدالبته ربات استفاده می‌شود. این اصطلاح معمولاً برای توصیف سری انیمه و مانگاهایی به کار می‌رود که بر روی عناصر رباتیک تمرکز دارد.
در انیمه‌های سبک مکا، ربات‌ها عموماً به شکل وسایل نقلیه بزرگ و پوشیده از زره هستند که توسط انسان‌ها در نبردها کنترل و مورد استفاده قرار می‌گیرند. اجزای تشکیل‌دهنده ربات‌ها در این سبک بسیار پیشرفته هستند و دارای طیف وسیعی از سلاح‌ها (گرم و سرد) و همچنین قابلیت حرکت در سرعت‌های بالا، نیروی فیزیکی فوق‌العاده و حتی توانایی پرواز دارند. برخی از مکاها همچنین دارای اجزای ارگانیک هستند، همانند «ایواس» در مجموعه انیمه نئون جنسیس اونگلیون. از نظر شکل ظاهری و اندازه این ربات‌ها متغیر هستند و برخی از آن‌ها حتی چندان از شخص کنترل‌کننده آن بزرگتر نیستند درحالی که برخی دیگر به‌طور قابل توجهی غول‌پیکر می‌باشند.